# 维夏德·约阿希姆·海因里希·冯·默伦多夫

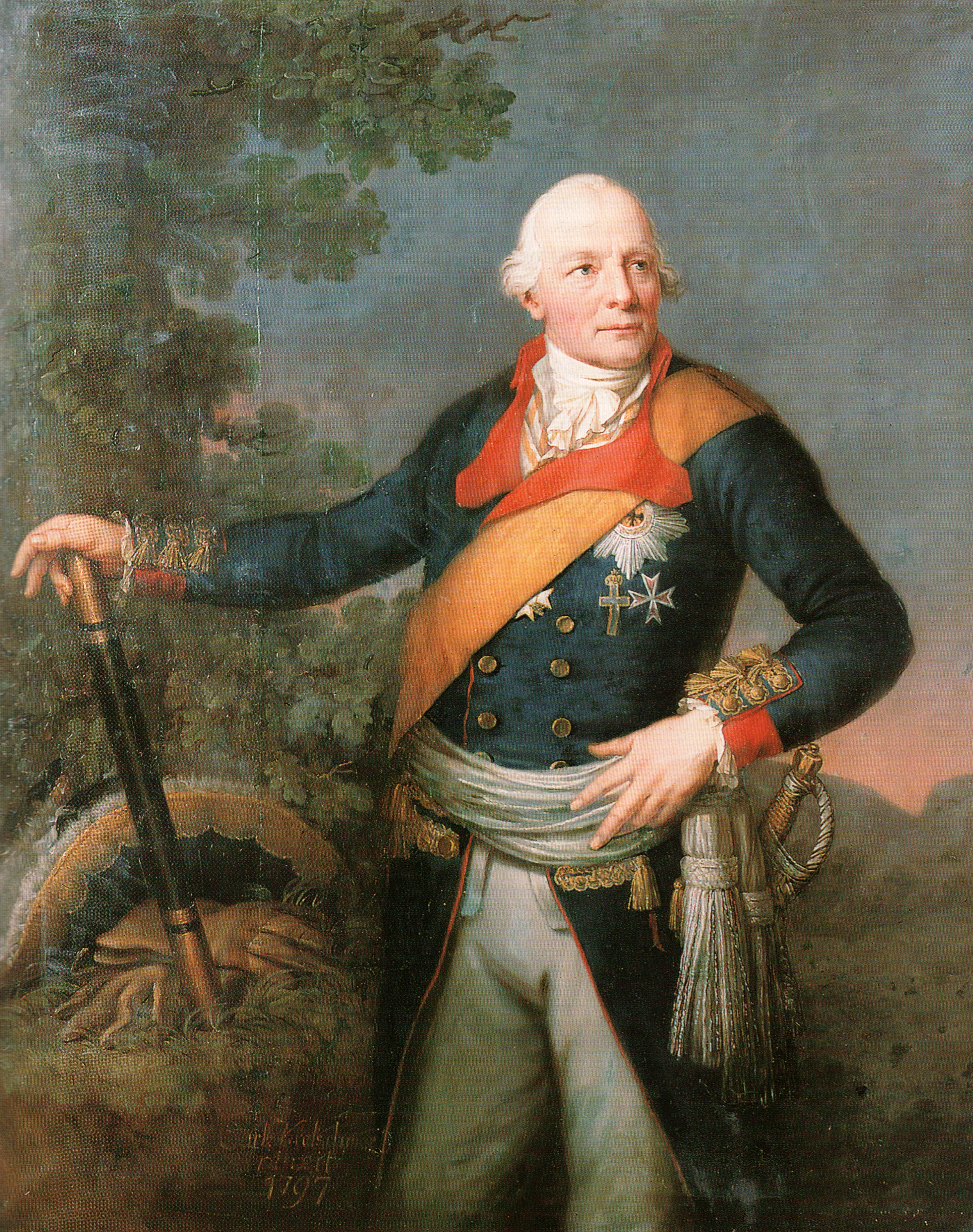
维夏德·约阿希姆·海因里希·冯·默伦多夫

维夏德·约阿希姆·海因里希·冯·默伦多夫（德語：Wichard Joachim Heinrich von Möllendorf，1724年1月7日–1816年1月28日）是普魯士王國的元帥。
默伦多夫出生於勃蘭登堡侯國的林登貝格（在今普里格尼茨）。1740年，他作為腓特烈大帝的侍從開始了他的職業生涯。西里西亞戰爭的爆發使他第一次有機會參戰，第二次西里西亞戰爭結束後，他成為一名上尉，因在索爾戰役表現勇敢而晉升。
在七年戰爭中，他在洛伊滕和霍克齊戰役的出色表現使他晉升為少校。1760年，在幾乎失敗的托爾高戰役中，默倫多夫被奧地利人俘虜，但於1761年獲釋，並於當年晚些時候被任命為少將。由於他的努力，他獲得了功勳勳章。在博克施道夫戰役中，默倫多夫指揮一個旅參與了對奧地利防禦工事的成功進攻。
17年後作為中將，他贏得了巴伐利亞王位繼承戰爭（也稱馬鈴薯戰爭）為數不多的勝利之一。在和平年代默倫多夫身居要職，1783年被任命為柏林總督。1787年晉升為步兵上將，1793年晉升為陸軍元帥，當年他指揮的部隊實施了波蘭的第二次瓜分。1794年他在萊茵河地區指揮普魯士軍隊。
在災難性的耶拿-奧爾施泰特戰役（1806年）中，默倫多夫發揮了相當大的作用，儘管他實際上並沒有指揮一個軍。他在奧爾施泰特與腓特烈·威廉三世一起參戰。他受了傷，在隨後的慘敗中落入了法國人的手中，但是拿破崙隨後將他釋放並授予他榮譽軍團十字勳章。
他於1816年在波茨坦去世。